# Göteborg City Airport
Göteborg City Airport of Säve Flygplats is de tweede luchthaven van de Zweedse stad Göteborg en ligt 14 kilometer ten noorden van de stad, op het eiland Hisingen. Het ligt vlak bij de rand van Göteborg, vandaar de naam. Op 18 januari 2015 sloot de luchthaven voor commercieel luchtverkeer omdat landings- en taxibanen niet langer gecertificeerd waren voor zwaardere vliegtuigen. De commerciële vluchten verhuisden naar de  Luchthaven Göteborg Landvetter.  
Voordat Ryanair in 2001 begon te vliegen op Göteborg City Airport, had de luchthaven 9000 passagiers per jaar. In 2007 waren dat er 750.000. In de jaren na de komst van Ryanair is er een aantal low-cost-luchtvaartmaatschappijen bij gekomen. 
Göteborg City Airport was een low-cost-luchthaven. Hij ligt dichter bij het centrum dan de andere luchthaven (Luchthaven Göteborg Landvetter) en dat maakte hem aantrekkelijk voor low-cost-luchtvaartmaatschappijen. Ook is dit een locatie voor de zakenvluchten die in plaats van Landvetter naar deze luchthaven gaan.
Göteborg City Airport kon vliegtuigen aan met een grootte van een Boeing 737 of een Airbus A320, en natuurlijke alle kleinere vliegtuigen. Ook zijn er op deze luchthaven een aantal lesvluchten/privéluchten mogelijk. Hierdoor zijn er twee vliegclubs: Aeroklubben i Göteborg (een van de oudste vliegclubs ter wereld) en Chalmers flygklubb.
De passagiersterminal is niet erg groot. Er was dan ook een limiet aan het aantal passagiers.

## Geschiedenis
In 1940 werd op deze plek een militair vliegveld gebouwd dat Säve genoemd werd. Deze luchtbasis werd gesloten in 1969. In 1977 werd de oude luchthaven Torslanda gesloten, en alle vluchten weken uit naar Göteborg Landvetter Airport. In 1984 werd hier een startbaan geopend voor zakenjets en privévluchten etc. In 2001 werd de naam in Göteborg City Airport veranderd en begon Ryanair op Londen te vliegen.

## Sluiting
Op 18 januari 2015 sloot de luchthaven voor commercieel verkeer.  Om zwaarder verkeer verder toe te laten, moest de baan voor 250 miljoen Zweedse kronen (omgerekend 26 miljoen euro)  gerenoveerd worden. Daarom heeft Swedavia,  de Zweedse luchthavenexploitant,  besloten om het te sluiten voor commercieel verkeer. Voor algemene luchtvaart blijft de luchthaven nog open.
In 2016 kocht Semeke de luchthaven op. Het bedrijf wil de luchthaven en omgeving verder ontwikkelen voor bedrijfsactiviteiten.